# Stethynium
Stethynium is een geslacht van vliesvleugeligen uit de familie Mymaridae. De wetenschappelijke naam van dit geslacht is voor het eerst geldig gepubliceerd in 1909 door Enock.

## Soorten
Het geslacht Stethynium omvat de volgende soorten:
- Stethynium alternatum Girault, 1938
- Stethynium angustipenne Huber, 1987
- Stethynium ariostoni Girault, 1938
- Stethynium atriclavum Girault, 1938
- Stethynium atrum Girault, 1928
- Stethynium auricolor Girault, 1938
- Stethynium auriscutellum Girault, 1938
- Stethynium bidentatum Girault, 1938
- Stethynium breviovipositor Huber, 2006
- Stethynium catulli Girault, 1938
- Stethynium centaurus Girault, 1938
- Stethynium cinctiventris Girault, 1914
- Stethynium cuvieri Girault, 1912
- Stethynium daltoni Girault, 1912
- Stethynium empoascae Subba Rao, 1966
- Stethynium engelsi Girault, 1938
- Stethynium flavinotae Girault, 1915
- Stethynium funiculatum Girault, 1938
- Stethynium griegi Girault, 1938
- Stethynium heracliti Girault, 1938
- Stethynium hinnuleus Girault, 1938
- Stethynium ibyci Girault, 1938
- Stethynium immaculatum Girault, 1924
- Stethynium imperator Girault, 1938
- Stethynium iridos Girault, 1938
- Stethynium latipenne Girault, 1913
- Stethynium lavoisieri Girault, 1912
- Stethynium levipes Girault, 1938
- Stethynium longfellowi Girault, 1920
- Stethynium lutheri Girault, 1929
- Stethynium mutatum Girault, 1920
- Stethynium notatum Girault, 1915
- Stethynium nubiliceps Girault, 1931
- Stethynium obscurum Girault, 1931
- Stethynium ophelimi Huber, 2006
- Stethynium peccavum Girault, 1938
- Stethynium peregrinum Girault, 1911
- Stethynium poema Girault, 1927
- Stethynium pygmaeum Girault, 1938
- Stethynium quinquedentatum Girault, 1938
- Stethynium shakespearei Girault, 1920
- Stethynium speciosum Girault, 1938
- Stethynium tenerum Girault, 1920
- Stethynium thalesi Girault, 1938
- Stethynium townesi Thuroczy, 1983
- Stethynium triclavatum Enock, 1909
- Stethynium tridentatum Girault, 1938
- Stethynium varidentatum Girault, 1938
- Stethynium vesalii Girault, 1912
- Stethynium xenophoni Girault, 1938